# Instalacja wodociągowa

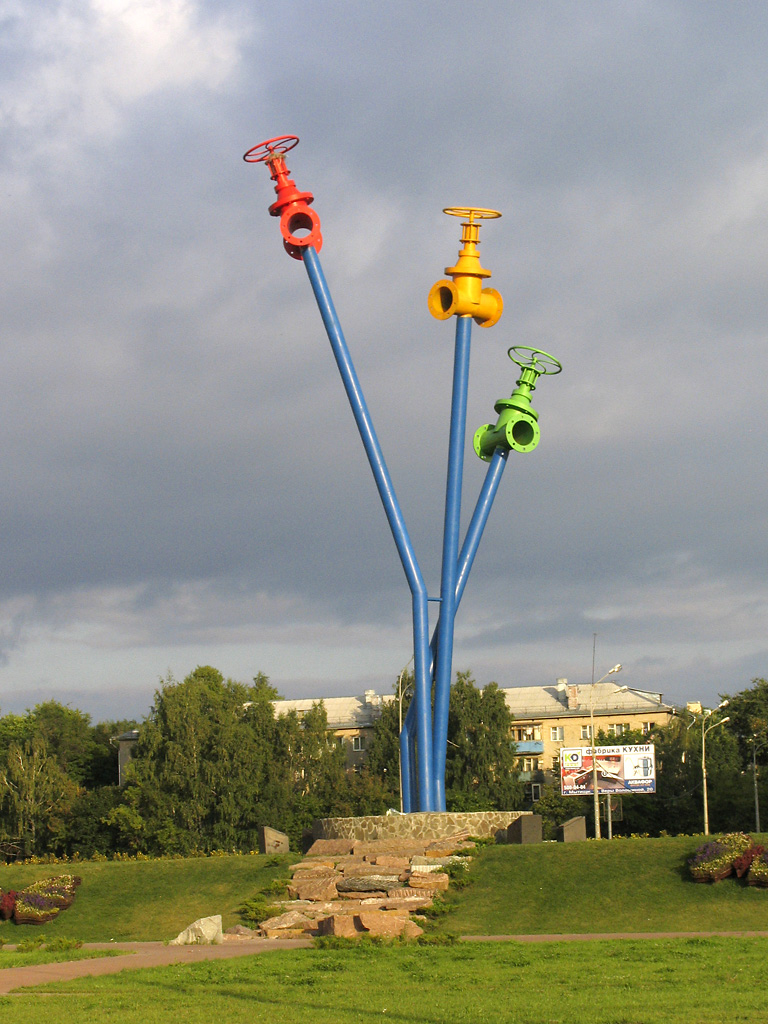
Pomnik wodociągu w Mytiszczi (Rosja)

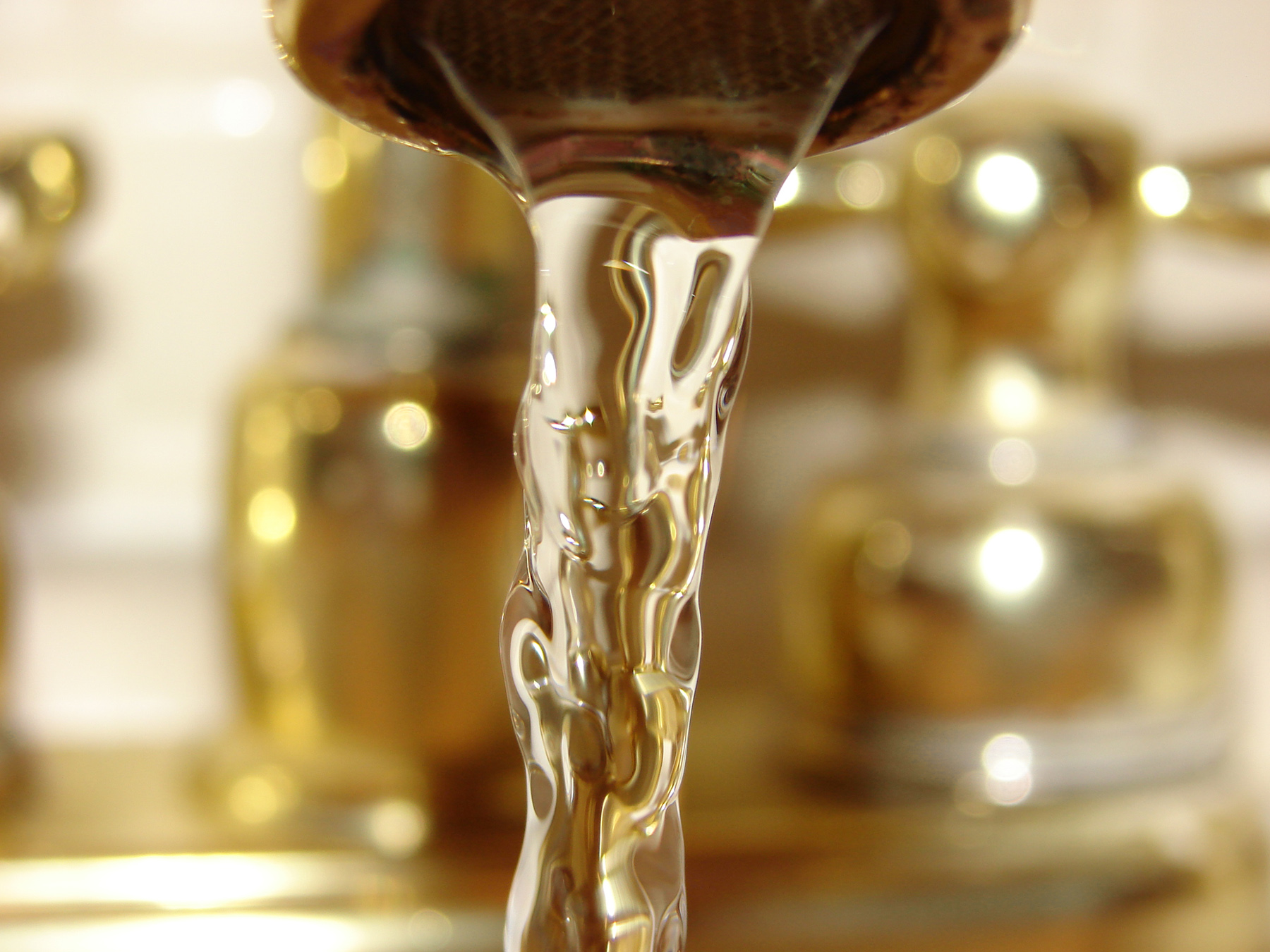
Świeża, czysta woda dostarczona przez instalację wodociągową

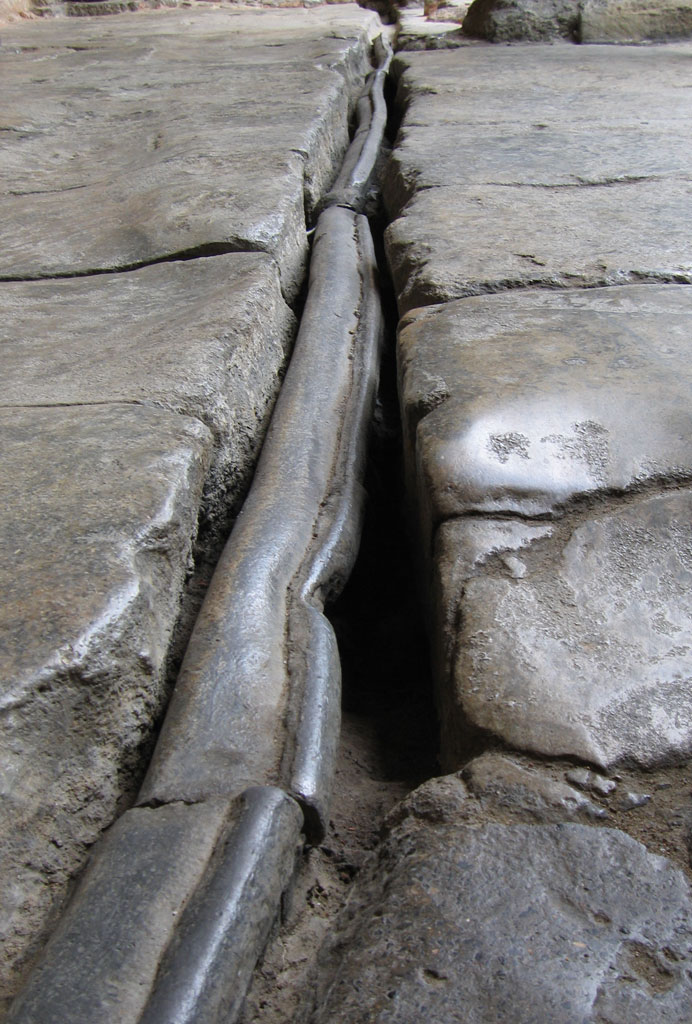
Oryginalne rzymskie, ołowiane rury z widocznym szwem doprowadzające wodę do rzymskich łaźni w Bath, Wlk. Brytania

Instalacja wodociągowa, instalacja wodna – układ połączonych przewodów, armatury i urządzeń, służący do zaopatrywania budynków w zimną i ciepłą wodę, spełniający wymagania jakościowe (określone w przepisach) warunków, jakim powinna odpowiadać woda do spożycia przez ludzi.

## Podział
Instalacje wodne dzielimy na:
- instalację wodociągową wewnętrzną (prowadzoną wewnątrz budynków)
- instalację wodociągową zewnętrzną (prowadzoną na zewnątrz od budynku do przyłącza wodociągowego)
- sieci wodociągowe

## Materiały
Materiały, z których mogą być wykonywane przewody instalacji wodnych:
- tworzywo sztuczne
  - polibutylen (PB)
  - polietylen wysokiej gęstości usieciowany (PE-X)
  - kopolimer blokowy polipropylenu (PP-B)
  - kopolimer polipropylenu (PP-H)
  - kopolimer statystyczny polipropylenu (random) (PP-R)
  - warstwy: polietylenu usieciowanego, aluminium, polietylenu wysokiej gęstości (PE-X/Al/PE-HD)
  - warstwy: polietylenu usieciowanego, aluminium, polietylenu usieciowanego (PE-X/Al/PE-X)
  - warstwy: kopolimeru statystycznego polipropylenu, aluminium, kopolimeru statystycznego polipropylenu (PP-R/Al/PP-R)
  - polichlorek winylu chlorowany (PVC-C)
  - polichlorek winylu niezmiękczony (tylko do wody zimnej) (PVC-U)
- metal
  - stal węglowa zwykła ocynkowana
  - stal odporna na korozję
  - miedź (Cu-DHP)
- inne materiały, jeżeli przewody z nich wykonane zostały dopuszczone do obrotu i powszechnego stosowania w budownictwie w instalacjach wodociągowych

### Rury z ołowiu
Przez wiele wieków rury wodociągowe były wytwarzane z ołowiu, dzięki jego łatwej obróbce i trwałości. Była to przyczyna problemów zdrowotnych ze względu na niewiedzę o szkodliwości ołowiu na organizm człowieka, który powoduje m.in. poronienia i wysoką śmiertelność noworodków. Ołowiane wodociągi są do dziś często spotykane. Ich oddziaływanie jest jednak relatywnie nieduże ze względu na zarastanie rur kamieniem i zaprzestanie wydzielania się ołowiu do wody, chociaż nadal są szkodliwe.
Pozostałością tego są w niektórych językach nazwy 'fachowca zajmującego się wykonywaniem, naprawą, konserwacją instalacji wodno-kanalizacyjnej’, utworzone od łacińskiej nazwy ‘ołowiu’ – ang. plumber (z franc. plombiere) ‘hydraulik’.